# Soorts-Hossegor
 Soorts-Hossegor  (en occitano Sòrts e Òssagòr) es una población y comuna francesa, situada en la región de Nueva Aquitania, departamento de Landas, en el distrito de Dax y cantón de Soustons. Limita al norte con Seignosse, al este con Angresse, al sur con Capbreton y al oeste con el océano Atlántico (playas vigiladas). Posee un lago de agua salada alimentado por las mareas del Atlántico.

## Demografía
| 1755 | 2071 | 2248 | 2544 | 2829 | 3292 |
| Para los censos de 1962 a 1999 la población legal corresponde a la población sin duplicidades (Fuente: INSEE [Consultar]) |      |      |      |      |      |

Otras fuentes: 
https://es.city-facts.com/hossegor-soorts-hossegor/population